# Alessio Di Mauro (tennista)
Alessio Di Mauro (Siracusa, 9 agosto 1977) è un ex tennista italiano.
Mancino, era uno specialista della terra rossa dotato di un buon rovescio.

## Carriera
Il 25 febbraio 2007, sulla terra battuta del torneo di Buenos Aires raggiunse la sua unica finale ATP in carriera, la n° 79 disputata da un tennista italiano nell'era Open, dove si arrese all'argentino Juan Monaco, raggiungendo la sua miglior posizione nella classifica mondiale, con il 68º posto. In carriera vanta una convocazione in Coppa Davis.
Il 10 novembre 2007 fu il primo tennista squalificato per aver scommesso su partite del proprio sport e fu sospeso per 9 mesi, fino al 12 agosto 2008.
Il 20 giugno 2009 conquistò il Challenger di Milano (montepremi 35000 $), battendo in finale il francese Vincent Millot per 6-4, 7-6.
Il 31 marzo 2013 vinse il torneo Challenger di San Luis Potosí battendo in finale l'americano Daniel Kosakowski con il punteggio di 4–6, 6–3, 6–2.

## Statistiche

### Singolare

#### Finali perse (1)
| Numero | Data             | Torneo                    | Superficie | Avversario in finale | Punteggio |
| 1.     | 26 febbraio 2007 | Copa Telmex, Buenos Aires | Cemento    | Juan Mónaco          | 1-6, 2-6  |

### Tornei minori

#### Singolare

##### Vittorie (13)
| Legenda        |
| Challenger (7) |
| Futures (6)    |

| Numero | Data            | Torneo                                         | Superficie  | Avversario in finale  | Punteggio     |
| 1.     | 15 luglio 2001  | Campinas Challenger, Campinas                  | Terra rossa | Ramón Delgado         | 6-2, 6-4      |
| 2.     | 30 luglio 2001  | Italia Rimini Futures, Rimini                  | Terra rossa | Davide Scala          | 6-1, 6-0      |
| 3.     | 4 agosto 2003   | San Marino CEPU Open, San Marino               | Terra rossa | David Sánchez         | 6-3, 3-2 rit. |
| 4.     | 28 giugno 2004  | Mantova Challenger, Mantova                    | Terra rossa | Tomas Tenconi         | 7–6(4), 6-2   |
| 5.     | 18 aprile 2005  | Mitsubishi Electric Cup, Monza                 | Terra rossa | Nicolas Devilder      | 6-1, 2-6, 6-3 |
| 6.     | 15 luglio 2007  | Mantova Challenger, Mantova                    | Terra rossa | Thierry Ascione       | 7-5, 7–6(6)   |
| 7.     | 15 giugno 2009  | Zenith Tennis Cup, Milano                      | Terra rossa | Vincent Millot        | 6-4, 7–6(3)   |
| 8.     | 29 marzo 2010   | Città di Foggia Trofeo Satel, Foggia           | Terra rossa | Andreas Haider-Maurer | 6-2, 7–6(2)   |
| 9.     | 10 maggio 2010  | Damiani Futures Cup, Pozzuoli                  | Terra rossa | Simone Vagnozzi       | 7-5, 6-4      |
| 10.    | 16 ottobre 2010 | Italy Reggio Calabria Futures, Reggio Calabria | Terra rossa | Luca Vanni            | 7–6(4), 6-4   |
| 11.    | 31 marzo 2013   | San Luis Potosí Challenger, San Luis Potosí    | Terra rossa | Daniel Kosakowski     | 4–6, 6–3, 6–2 |
| 12.    | 13 ottobre 2013 | ITF Futures Reale Mutua, Palermo               | Terra rossa | Gianluca Naso         | 6-4, 6-3      |
| 13.    | 19 ottobre 2013 | Palermo                                        | Terra rossa | Simone Vagnozzi       | 6-3, 6-3      |

##### Finali perse (13)
| Legenda        |
| Challenger (9) |
| Futures (4)    |

| Numero | Data              | Torneo                                     | Superficie  | Avversario in finale   | Punteggio               |
| 1.     | 28 giugno 1998    | Kocani Open, Kočani                        | Terra rossa | Mark Markov            | 5-7, 6-4, 1-6           |
| 2.     | 30 luglio 2000    | Forlì Open, Forlì                          | Terra rossa | Elia Grossi            | 4-1, 1-4, 1-4, 5-3, 0-4 |
| 3.     | 13 agosto 2000    | Trani Cup, Trani                           | Terra rossa | Oliver Marach          | 2-4, 1-4, 2-4           |
| 4.     | 19 agosto 2001    | BMW Brixina Tennis Open, Bressanone        | Terra rossa | Renzo Furlan           | 3-6, 1-6                |
| 5.     | 6 giugno 2004     | Memorial Argo Manfredini, Sassuolo         | Terra rossa | Potito Starace         | 2-6, 3-6                |
| 6.     | 19 settembre 2004 | Hungarian Architect Open, Budapest         | Terra rossa | Stéphane Robert        | 1-6, 6-4, 5-7           |
| 7.     | 27 marzo 2005     | Open Barletta, Barletta                    | Terra rossa | Richard Gasquet        | 3-6, 6(6)–7             |
| 8.     | 17 aprile 2005    | Olbia Challenger (1996-2005), Olbia        | Terra rossa | Tomas Behrend          | 1-6, 6-4, 5-7           |
| 9.     | 29 maggio 2005    | Sporting Challenger, Torino                | Terra rossa | Carlos Berlocq         | 5-7, 1-6                |
| 10.    | 3 aprile 2006     | Napoli Tennis Cup, Napoli                  | Terra rossa | Potito Starace         | 0-6, 1-5 rit.           |
| 11.    | 14 marzo 2010     | Open Ciutat de Sabadell, Sabadell          | Terra rossa | Gabriel Trujillo Soler | 2-6, 2-6                |
| 12.    | 27 febbraio 2011  | Morocco Tennis Tour Casablanca, Casablanca | Terra rossa | Evgenij Donskoj        | 6-2, 3-6, 3-6           |
| 13.    | 10 aprile 2011    | Mitsubishi Electric Cup, Monza             | Terra rossa | Julian Reister         | 6-2, 3-6, 3-6           |

#### Doppio

##### Vittorie (8)
| Legenda        |
| Challenger (7) |
| Futures (1)    |

| Numero | Data              | Torneo                                     | Superficie  | Compagno            | Avversari in finale                       | Punteggio           |
| 1.     | 20 luglio 2003    | Olbia Challenger (1996-2005), Olbia        | Terra rossa | Vincenzo Santopadre | Julien Jeanpierre Mike Scheidweiler       | 2-6, 6-4, 6-2       |
| 2.     | 3 agosto 2008     | Zucchetti Kos Tennis Cup, Cordenons        | Terra rossa | Marco Crugnola      | David Škoch Igor Zelenay                  | 1-6, 6-4, [10-6]    |
| 3.     | 30 agosto 2009    | Trofeo Dimmidisì, Manerbio                 | Terra rossa | Simone Vagnozzi     | Yves Allegro Jesse Huta Galung            | 6-4, 3-6, [10-4]    |
| 4.     | 4 aprile 2010     | Città di Foggia Trofeo Satel, Foggia       | Terra rossa | Simone Vagnozzi     | Diego Alvarez Agustin Picco               | 6-4, 6-0            |
| 5.     | 25 luglio 2010    | Trofeo Bellaveglia, Orbetello              | Terra rossa | Alessandro Motti    | Nikola Metkic Ivan Zovko                  | 6-2, 3-6, [10-3]    |
| 6.     | 19 settembre 2010 | Internazionali di Tennis dell'Umbria, Todi | Terra rossa | Flavio Cipolla      | Marcel Granollers Gerard Granollers Pujol | 6-1, 6-4            |
| 7.     | 20 marzo 2011     | Morocco Tennis Tour Rabat, Rabat           | Terra rossa | Simone Vagnozzi     | Evgenij Korolëv Jurij Ščukin              | 6-4, 6-4            |
| 8.     | 10 luglio 2011    | Sporting Challenger, Torino                | Terra rossa | Alessandro Motti    | Daniele Giorgini Stefano Travaglia        | 7–6(5), 4-6, [10-7] |

#### Finali perse (12)
| Legenda         |
| Challenger (11) |
| Futures (1)     |

| Numero | Data             | Torneo                                  | Superficie  | Compagno              | Avversari in finale                 | Punteggio           |
| 1.     | 29 giugno 2003   | Reggio Emilia Challenger, Reggio Emilia | Terra rossa | Vincenzo Santopadre   | Joseph Sirianni Rogier Wassen       | 4-6, 4-6            |
| 2.     | 17 aprile 2005   | Olbia Challenger, Olbia                 | Terra rossa | Tomas Tenconi         | Massimo Bertolini Uros Vico         | 4-6, 4-6            |
| 3.     | 29 maggio 2005   | Sporting Challenger, Torino             | Terra rossa | Francesco Aldi        | Franco Ferreiro Sergio Roitman      | 7–6(4), 5-7, 6(2)–7 |
| 4.     | 1º aprile 2007   | Tennis Napoli Cup, Napoli               | Terra rossa | Marco Crugnola        | Flavio Cipolla Marcel Granollers    | 4-6, 2-6            |
| 5.     | 24 agosto 2008   | Trofeo Dimmidisì, Manerbio              | Terra rossa | Massimo Dell'Acqua    | Thomas Fabbiano Boris Pašanski      | 6(7)–7, 5-7         |
| 6.     | 29 febbraio 2009 | Morocco Tennis Tour - Meknes, Meknès    | Terra rossa | Giancarlo Petrazzuolo | Marc López Lamine Ouahab            | 3-6, 5-7            |
| 7.     | 2 agosto 2009    | Trofeo Bellaveglia, Orbetello           | Terra rossa | Manuel Jorquera       | Paolo Lorenzi Giancarlo Petrazzuolo | 6(5)–7, 6-3, [6-10] |
| 8.     | 20 febbraio 2011 | Morocco Tennis Tour - Meknes, Meknès    | Terra rossa | Alessandro Motti      | Treat Conrad Huey Simone Vagnozzi   | 1-6, 2-6            |
| 9.     | 27 agosto 2011   | Trofeo Dimmidisì, Manerbio              | Terra rossa | Alessandro Motti      | Dustin Brown Lovro Zovko            | 6(4)–7, 5-7         |
| 10.    | 30 ottobre 2011  | Seguros Bolivar Open Medellin, Medellin | Terra rossa | Matteo Viola          | Paul Capdeville Nicolás Massú       | 6-2, 4-6, [10-8]    |
| 11.    | 20 maggio 2012   | Damiani Futures Cup, Pozzuoli           | Terra rossa | Stefano Napolitano    | Claudio Grassi Walter Trusendi      | 3-6, 2-6            |
| 12.    | 28 luglio 2012   | Orbetello Challenger, Orbetello         | Terra rossa | Simone Vagnozzi       | Stefano Ianni Dane Propoggia        | 3-6, 2-6            |

## Risultati in progressione
| Torneo                | 2005 | 2006 | 2007 | 2008 | 2009 | 2010 | 2011 | 2012 | Carriera V-P |
| --------------------- | ---- | ---- | ---- | ---- | ---- | ---- | ---- | ---- | ------------ |
| Australian Open       | A    | A    | 1T   | A    | A    | A    | A    | A    | 0–1          |
| Open di Francia       | A    | 1T   | 1T   | A    | Q1   | A    | Q3   |      | 0–2          |
| Wimbledon             | 2T   | 1T   | A    | A    | A    | A    | Q1   |      | 1–2          |
| US Open               | A    | 2T   | A    | A    | A    | A    | A    |      | 1–1          |
| Vittorie-Sconfitte    | 1–1  | 1–3  | 0–2  | 0–0  | 0–0  | 0–0  | 0–0  | 0–0  | 2–6          |
| Finali ATP World Tour | 0    | 0    | 0    | 0    | 0    | 0    | 0    | 0    | 0            |
| Tornei vinti          | 0    | 0    | 0    | 0    | 0    | 0    | 0    | 0    | 0            |
| Ranking di fine anno  | 125  | 88   | 126  | 243  | 229  | 162  | 204  |      | N/A          |

| Sigla      | Risultato               |
| ---------- | ----------------------- |
| V          | Vincitore               |
| F          | Finalista               |
| SF         | Semifinalista           |
| QF         | Quarti di Finale        |
| 4T         | Quarto turno            |
| 3T         | Terzo turno             |
| 2T         | Secondo turno           |
| 1T         | Primo turno             |
| A          | Assente                 |
| Q1, Q2, Q3 | Turni di Qualificazione |

### Guadagni *
| Anno     | W. Tour 250 | Challenger | Futures | Totale | Guadagni ($) | Posizione |
| -------- | ----------- | ---------- | ------- | ------ | ------------ | --------- |
| 2001     | 0           | 1          | 1       | 2      | ND           | ND        |
| 2002     | 0           | 0          | 0       | 0      | 15.362       | 417       |
| 2003     | 0           | 2          | 0       | 2      | 36.933       | 290       |
| 2004     | 0           | 1          | 0       | 1      | 61.408       | 242       |
| 2005     | 0           | 1          | 0       | 1      | 98.750       | 175       |
| 2006     | 0           | 0          | 0       | 0      | 205.095      | 115       |
| 2007     | 0           | 1          | 0       | 1      | 130.915      | 162       |
| 2008     | 0           | 1          | 0       | 1      | 34.031       | 368       |
| 2009     | 0           | 2          | 0       | 2      | 42.972       | 317       |
| 2010     | 0           | 2          | 4       | 6      | 53.533       | 279       |
| 2011     | 0           | 2          | 0       | 2      | 62.096       | 262       |
| 2012     | 0           | 0          | 0       | 0      | 2.186        | 563       |
| Carriera | 0           | 13         | 5       | 18     | 774.005      | 576       |

*Singolare e Doppio sommati